# Verhneacika
Verhneacika (în ucraineană Верхнячка) este o așezare de tip urban din raionul Hrîstînivka, regiunea Cerkasî, Ucraina. În afara localității principale, nu cuprinde și alte sate.

## Demografie
Componența lingvistică a așezării de tip urban Verhneacika
     Ucraineană (97,69%)
     Rusă (1,82%)
     Alte limbi (0,26%)
Conform recensământului din 2001, majoritatea populației așezării de tip urban Verhneacika era vorbitoare de ucraineană (97,69%), existând în minoritate și vorbitori de rusă (1,82%).

## Legături externe
- pl Werchniaczka în Dicționarul geografic al Regatului Poloniei și al altor țări slave, volum XIII (Warmbrun — Worowo) 1893